# أندريس إغهولم
أندريس إغهولم (بالدنماركية: Anders Egholm)‏ (15 مايو 1983 في الدنمارك - ) هو لاعب كرة قدم دانمركي في مركز الدفاع. لعب مع نادي إيسبيرغ ونادي راندرس ونادي سوندرييسكه ونادي هرفوليه وHobro IK ‏.

## وصلات خارجية
- أندريس إغهولم على موقع قاعدة بيانات كرة القدم.إي يو (الإنجليزية)
- أندريس إغهولم على موقع Soccerway.com (الإنجليزية)